# Szymon Kołecki
Szymon Piotr Kołecki (Oława, 12 de outubro de 1981) é um halterofilista da Polônia.
Kołecki foi por duas vezes campeão mundial júnior, duas vice-campeão mundial (sem limitação de idade) e por duas vezes ficou em terceiro lugar.
Em Jogos Olímpicos ele conquistou duas medalhas de prata, em 2000 e em 2008, na categoria até 94 kg. No entanto, com a desclassificação do cazaque Ilia Ilin por doping em novembro de 2016, herdou a medalha de ouro nos Jogos de Pequim.

## Quadro de resultados
| Ano  | Competição                | Lugar              | Total    | Posição | Arranque | Posição | Arremesso | Posição | Classe de peso |
| ---- | ------------------------- | ------------------ | -------- | ------- | -------- | ------- | --------- | ------- | -------------- |
| 1998 | Campeonato Mundial        | Lahti              | 385 kg   | 5.      | 167,5 kg | 12.     | 218 kg    | 3.      | –94 kg         |
| 1999 | Campeonato Europeu        | Coruna             | 405 kg   | 1.      | 180 kg   | 1.      | 225 kg    | 2.      | –94 kg         |
| 1999 | Campeonato Mundial Júnior | Savannah           | 395 kg   | 1.      | 172,5 kg | 1.      | 222,5 kg  | 1.      | –94 kg         |
| 1999 | Campeonato Mundial        | Atenas             | 405 kg   | 2.      | 180 kg   | 4.      | 225 kg    | 2.      | –94 kg         |
| 1999 | Campeonato Europeu Júnior | Spala              | 410 kg   | 1.      | 177,5 kg | 1.      | 232,5 kg  | 1.      | –105 kg        |
| 2000 | Campeonato Europeu        | Sófia              | 412,5 kg | 1.      | 180 kg   | 1.      | 232,5 kg  | 1.      | –94 kg         |
| 2000 | Campeonato Mundial Júnior | Praga              | 395 kg   | 1.      | 170 kg   | 1.      | 225 kg    | 1.      | –94 kg         |
| 2000 | Jogos Olímpicos *         | Sydney             | 405 kg   | 2.      | 182,5 kg |         | 222,5 kg  |         | –94 kg         |
| 2000 | Campeonato Europeu Júnior | Rijeka             | 380 kg   | 1.      | 167,5 kg | 1.      | 212,5 kg  | 1.      | –94 kg         |
| 2001 | Campeonato Europeu        | Trencin            | 412,5 kg | 2.      | 180 kg   | 6.      | 232,5 kg  | 1.      | –105 kg        |
| 2001 | Campeonato Mundial        | Antália            | 402,5 kg | 3.      | 172,5 kg | 9.      | 230 kg    | 1.      | –94 kg         |
| 2003 | Campeonato Europeu        | Loutraki           | 410 kg   | 4.      | 180 kg   | 6.      | 230 kg    | 3.      | –105 kg        |
| 2006 | Campeonato Europeu        | Wladyslawowo       | 394 kg   | 1.      | 175 kg   | 4.      | 219 kg    | 2.      | –94 kg         |
| 2006 | Campeonato Mundial        | Santo Domingo      | 392 kg   | 2.      | 173 kg   | 4.      | 219 kg    | 1.      | –94 kg         |
| 2007 | Campeonato Europeu        | Strasbourg         | 395 kg   | 1.      | 177 kg   | 1.      | 218 kg    | 1.      | –94 kg         |
| 2007 | Campeonato Mundial        | Chiang Mai         | 392 kg   | 3.      | 173 kg   | 7.      | 219 kg    | 3.      | –94 kg         |
| 2008 | Campeonato Europeu        | Lignano Sabbiadoro | 397 kg   | 1.      | 177 kg   | 1.      | 220 kg    | 1.      | –94 kg         |
| 2008 | Jogos Olímpicos *         | Pequim             | 403 kg   | 1.      | 179 kg   |         | 224 kg    |         | –94 kg         |

* Nos Jogos Olímpicos as medalhas são dadas somente para o total combinado

## Quadro de recordes
Kołecki estabeleceu 13 recordes mundiais para juniores e um para seniores, nas categorias até 94 e 105 kg — três no arranque, seis no arremesso e cinco no total combinado.
| Data       | Disciplina | Marca      | Classe de peso | Lugar  |
| ---------- | ---------- | ---------- | -------------- | ------ |
| 14.11.1998 | Arremesso  | 218 kg     | –94 kg         | Lahti  |
| 17.04.1999 | Arranque   | 177,5 kg   | –94 kg         | Coruna |
| 17.04.1999 | Arranque   | 180 kg     | –94 kg         | Coruna |
| 17.04.1999 | Total      | 397,5 kg   | –94 kg         | Coruna |
| 17.04.1999 | Arremesso  | 222,5 kg   | –94 kg         | Coruna |
| 17.04.1999 | Total      | 402,5 kg   | –94 kg         | Coruna |
| 17.04.1999 | Total      | 405 kg     | –94 kg         | Coruna |
| 26.09.1999 | Arremesso  | 225 kg     | –105 kg        | Spala  |
| 26.09.1999 | Arremesso  | 232,5 kg   | –105 kg        | Spala  |
| 26.09.1999 | Total      | 410 kg     | –105 kg        | Spala  |
| 29.04.2000 | Arremesso  | 232,5 kg * | –94 kg         | Sófia  |
| 29.04.2000 | Total      | 412,5 kg * | –94 kg         | Sófia  |
| 24.09.2000 | Arranque   | 182,5 kg   | –94 kg         | Sydney |

|   | recorde mundial para juniores e seniores |
| * | recorde mundial para juniores até 2018   |